# خشكرود (بالا خيابان ليتكوة)
خشکرود (بالفارسية: خشکرود) هي قرية تقع في إيران في قسم بالا خیابان لیتکوة الريفي. يقدر عدد سكانها بـ 415 نسمة بحسب إحصاء 2016.